# Дервешенска скална живопис
Дервешенската скална живопис (на гръцки: Η βραχοαγιογραφία Οινούσας) е забележителна средновековна скална живописна композиция от XIV век до църквата „Успение Богородично“, северно от сярското село Дервешен (Инуса), Егейска Македония, Гърция.

## Описание
Композицията е разположена на 1,5 километра северно от Дервешен. Изписана е в южните остри и стръмни варовикови склонове на стръмния хълм Власелник, в плитка скална ниша на височина от приблизително 5,5 метра от земята над аязмо. Изобразена е Света Богородица Одигитрия, придружена от двама архангели. Стенописта е в много лошо състояние, вследствие на човешка злоупотреба и природни въздействия.
Централната фигура на Дева Мария е представена до кръста. Поддържа Христос в дясната си ръка, а лявата почива върху гърдите. Обръща се леко към тялото на божественото дете и свежда главата си надолу. Лявото рамо е леко повдигнато и завъртяно. Христос, изобразен като дете, е в три четвърти ръст и седи върху дясната ръка на майка си, повдигнал лявата си ръка за благословия, а лявата си е стиснал вероятно свитък. Двамата крилати архангели Михаил и Гаврил са разположени симетрично отляво и отдясно на Богородица. Надписът дава точна датировка на композицията – 6890 от сътворението на света, тоест 1382 година от Рождество.